# Hérens
Hérens (toponimo francese) è stato un comune svizzero del Canton Vallese, nel distretto omonimo. È stato soppresso nel 1882 con la sua divisione nei nuovi comuni di Evolène e Saint-Martin.